# Ahuitzotl
Ahuitzotl (ook wel Auitzotl) was de hueyi tlahtoani van de Azteken van 1486 tot 1502.
Hij verdubbelde het Azteekse grondgebied door onder andere het gebied van de Mixteken en Zapoteken te veroveren. Hij breidde het rijk uit tot Guatemala. Hij wordt als een van de grootste veroveraars van Meso-Amerika gezien. Ahuitzote betekent in delen van Mexico nog steeds 'wreedaard'. Hij liet ook de hoofdstad Tenochtitlan opnieuw inrichten. Tijdens zijn regering werd onder andere de templo mayor voltooid, waarvoor duizenden mensen geofferd werden.
Laat in zijn leven kreeg hij een plank op zijn hoofd, waarna hij zijn verstand verloor. Hij bleef evenwel nog steeds heerser. Hij stierf in 1502 en werd opgevolgd door zijn neef Motecuhzoma II.

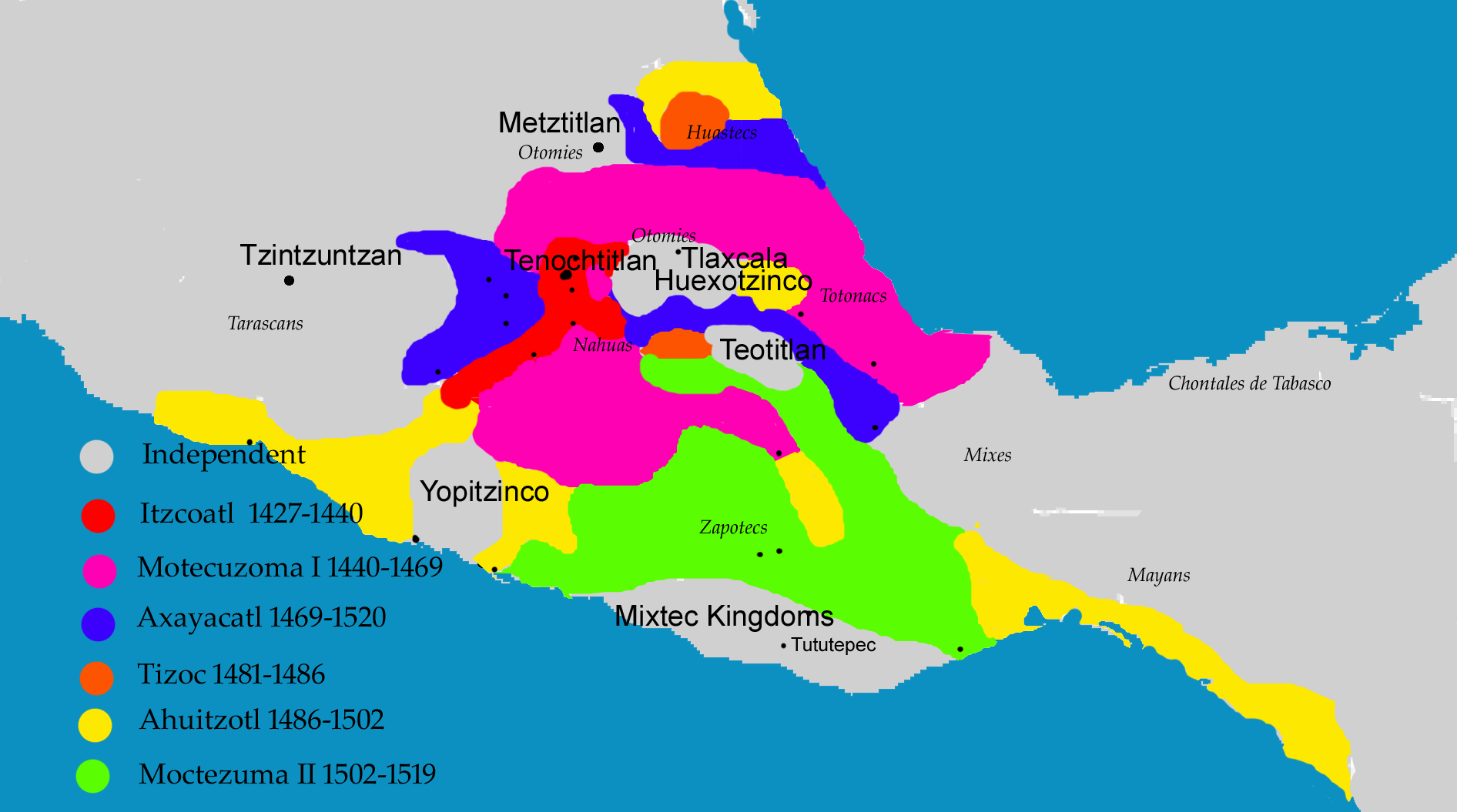
Kaart van de uitbreiding van het Azteekse rijk door de eeuwen heen.